# 사다코 (영화)
《사다코》(貞子)는 스즈키 코지의 소설 링에 나오는 귀신 캐릭터를 바탕으로 제작된 영화이다. 2019년에 개봉된 일본 영화이다.

## 캐스트

### 주연
- 이케다 에라이자 : 아키카와 마유 역
- 츠카모토 타카시 :이시다 유스케 역
- 시미즈 히로야 : 아키카와 카즈마 역
- 히메지마 히노카

### 조연
- 키리야마 렌 : 후지이 미노루 역
- 토모사카 리에 : 소부에 하츠코 역
- 사토 히토미

## 수상
- 2019년 제23회 판타지아 영화제 후보 장편 영화
- 2019년 제52회 시체스영화제 후보 판타스틱 파노라마
- 2019년 제23회 부천국제판타스틱영화제 후보 월드 판타스틱 레드